# Shirley Ellis

Erster Erfolg:
The Nitty Gritty

Shirley Ellis (* 19. Januar 1929 als Shirley Marie Elliston in Bronx, New York; † 5. Oktober 2005) war eine US-amerikanische Sängerin und Songschreiberin, die in den 1960er Jahren hauptsächlich in der Soulmusik erfolgreich war.

## Leben
Ellis, deren Vorfahren von den Westindischen Inseln stammten, schrieb den Song Pretty Wild, der von der Gruppe The Chords unter dem Pseudonym The Sh-Booms aufgenommen wurde (Atlantic-Cat 117). Im Harlemer Apollo Theater gewann sie einen Amateursänger-Wettbewerb und wurde Mitglied der Gruppe The Metronomes. Ab 1959 begann die Zusammenarbeit mit Lincoln Chase, der ihre Laufbahn managte und ihr Produzent und Co-Autor wurde. Chase hatte bereits mit den Songs Such a Night (The Drifters) und Jim Dandy (LaVern Baker) Erfolge verbucht. 1961 nahm Ellis unter dem Namen Shirley Elliston ihre erste Soloplatte bei der kleinen Plattenfirma Shell Records mit den Titeln Love Can Make You Know / A Beautiful Love auf (Katalog-Nr. 307) auf. Die Platte blieb erfolglos.
Der Erfolg stellte sich ein, als Ellis einen Plattenvertrag bei Congress Records unterschrieb. Mit dem von Lincoln Chase geschriebenen Titel The Nitty Gritty kam Ellis bis auf Platz 8 der Billboard Hot 100, bei den Rhythm and Blues Charts (R&B) stieg sie bis zum 4. Platz auf. Den größten Erfolg hatte Ellis 1965 mit dem von ihr und Chase geschriebenen Song The Name Game. Damit zog sie am 30. Januar 1965 in die Hot 100 ein, erreichte am 30. Januar Platz drei und wurde insgesamt 14 Wochen in den Charts notiert. Bei den Rhythm and Blues Charts kam sie erneut auf den 4. Platz. 1965 war Ellis’ erfolgreichstes Jahr, mit The Clapping Song (8.) und The Puzzle Song (78.) brachte sie noch zwei weitere Titel unter die Hot 100. The Clapping Song, ebenfalls von Lincoln Chase geschrieben, entwickelte sich zu ihrem einzigen internationalen Hit. In Großbritannien von London Records (Nr. 9961) veröffentlicht, erreichte der Titel im Juni 1965 Platz 4 in den New Musical Express Charts.
1966 schloss Ellis einen neuen Plattenvertrag mit Columbia Records. Dort kam es innerhalb von zwei Jahren nur zu drei Single-Veröffentlichungen, von denen sich lediglich der von ihr geschriebene Titel Soul Time in den Hot 100 platzieren konnte (67.). Ihre im Juni 1967 bei Columbia veröffentlichte Langspielplatte Soul Time With Shirley Ellis war ihre letzte bekannt gewordene Plattenproduktion.

## Notierungen bei Billboard Hot 100
| Jahr | Titel                    | Hot 100 | R&B |
| ---- | ------------------------ | ------- | --- |
| 1963 | The Nitty Gritty         | 8.      | 4.  |
| 1964 | What the Nitty Gritty Is | 72.     | 14. |
| 1965 | The Name Game            | 3.      | 4.  |
| 1965 | The Clapping Song        | 8.      | 16. |
| 1965 | The Puzzle Song          | 78.     |     |
| 1967 | Soul Time                | 67.     | 31. |

## Diskografie

### US-Singles
| Titel                                              | Katalog-Nr.    | Jahr  |
| -------------------------------------------------- | -------------- | ----- |
| Love Can Make You Know / A Beautiful Love          | Shell 307      | 1961* |
| The Nitty Gritty / Give Me A List                  | Congress 202   | 1963  |
| What the Nitty Gritty Is / Get Out                 | Congress 208   | 1964  |
| Shy One / Takin’ Care of Business                  | Congress 210   | 1964  |
| Such a Night / Bring It on Home to Me              | Congress 221   | 1964  |
| The Name Game / Whisper to the Wind                | Congress 230   | 1964  |
| The Clapping Song / This Is Beautiful              | Congress 234   | 1965  |
| The Puzzle Song / I See It, I Like It, I Want It   | Congress 238   | 1965  |
| I Never Will Forget / I Told You So                | Congress 246   | 1965  |
| One Sour Note / You Better Be Good, World          | Congress 251   | 1965  |
| Ever See a Diver Kiss / Stardust                   | Congress 260   | 1965  |
| Birds, Bees, Cupids and Bows / Truly, Truly, Truly | Columbia 43829 | 1966  |
| Soul Time / Waitin’                                | Columbia 44021 | 1966  |
| Sugar, Let’s Shing-A-Ling / How Lonely Is Lonely   | Columbia 44137 | 1967  |

* als Shirley Elliston

### US-Vinyl-Langspielplatten
| Titel                        | Katalog-Nr.   | Jahr |
| ---------------------------- | ------------- | ---- |
| In Action                    | Congress 3002 | 1964 |
| The Name Game                | Congress 3003 | 1965 |
| Soul Time With Shirley Ellis | Columbia 9479 | 1967 |